# Kersting & Wenking
Die Kersting & Wenking oHG war ein Architekturbüro der deutschen Architekten Aloys Kersting (* 18. Juni 1862 in Bocholt; † 17. Januar 1918 in Niederbreisig) und Theodor Wenking (* 27. November 1855 in Laer; † 16. Juli 1916 in Münster).

## Firmengeschichte
Die Firma wurde am 15. September 1891 unter Nr. 303 des Gesellschaftsregisters in Münster errichtet und am 10. Oktober 1891 ins Handelsregister eingetragen. Die beiden Gesellschafter führten ab 1891 das "Büro für kirchliche und profane Architektur" des Architekten August Hanemann aus Münster fort, der im selben Jahr nach Corvey zog. Als Firmensitz wird Stubengasse 13, Münster angegeben.

## Projekte und Bauwerke
Das Architekturbüro befasste sich mit der Anfertigung von Bauplänen, Kostenvoranschlägen, statischen Berechnungen, Gutachten, sowie der Erstellung von Entwürfen zur inneren Ausstattung von Kirchen und Wohngebäuden. 
Nach Plänen der Architekten wurden unter anderem folgende Kirchen errichtet:
- St. Josef (Bocholt), 1897
- St. Clemens (Kaldenkirchen), 1897
- Ss. Cornelius und Cyprianus (Telgte-Westbevern), 1898
- Heilige Familie (Grafenwald), 1899
- Herz-Jesu-Kirche (Bottrop), 1902
- St. Dionysius (Welbergen), 1908

## Innenausstattung
Bekannte Werke, die nach Plänen von Kersting & Wenking geschaffen wurden, sind die Kanzeln für St. Sebastian (Amelsbüren) und St. Catharina (Dinklage).